# 劉銳恆
劉銳恆（？—？）四川省涪县人，清朝及中華民国军事将领。

## 生平
光绪二十年（1894年），“补用副将提标中军参将刘锐恒，著免补副将，以总兵交军机处记名请旨简放并赏给捷勇巴图鲁名号。”光绪二十五年（1899年），署普洱镇总兵提标中军参将刘锐恒，著交军机处存记。光绪三十一年（1905年）“署贵州巡抚林绍年奏，遵查武职云南协副将刘锐恒等，出具切实考语。得旨，刘锐恒等著分别存记。”光绪三十一年（1905年）九月，“云南临元镇总兵刘树元因病解职。以记名总兵云贵督标中军副将刘锐恒为云南临元镇总兵官。”宣统三年三月庚子（1911年），以刘锐恒为云南提督。
1915年（民国4年）4月，他接替張毅担任川边鎮守使。1916年（民国5年）8月辞任（继任者为殷承瓛）。